# 卡利什縣

51°45′27″N 18°4′48″E / 51.75750°N 18.08000°E
卡利什縣（波蘭語：Powiat kaliski），是波蘭的縣份，位於該國中西部，由大波蘭省負責管轄，首府設於卡利什，面積1,160平方公里，2006年人口80,369，人口密度每平方公里69人。